# سليبابي
سليـــــبابي (Sélibabi ) هي مدينة في أقصى جنوب موريتانيا تقع على الحدود مع السنغال ومالي وهي عاصمة ولاية كيدي ماغه ويبلغ عدد سكانها 26420 نسمة وذلك حسب إحصائيات سنة 2013. يبلغ ارتفاع المدينة عن سطح البحر قرابة 62 متر.، وهي مدينة زراعية ورعوية بشكل أساسي نظرا للأمطار الغزيرة التي تهطل على المنطقة في فترة الخريف، تقطنها مجموعات عرقية موريتانية مختلفة مثل السوننكي والبمبارى والولوف بالإضافة إلى المجموعة العربية.

## المناخ
يظهر الجدول التالي التغييرات المناخية على مدار السنة لسيليبابي:
| البيانات المناخية لـسيليبابي          | البيانات المناخية لـسيليبابي | البيانات المناخية لـسيليبابي | البيانات المناخية لـسيليبابي | البيانات المناخية لـسيليبابي | البيانات المناخية لـسيليبابي | البيانات المناخية لـسيليبابي | البيانات المناخية لـسيليبابي | البيانات المناخية لـسيليبابي | البيانات المناخية لـسيليبابي | البيانات المناخية لـسيليبابي | البيانات المناخية لـسيليبابي | البيانات المناخية لـسيليبابي | البيانات المناخية لـسيليبابي |
| الشهر                                 | يناير                        | فبراير                       | مارس                         | أبريل                        | مايو                         | يونيو                        | يوليو                        | أغسطس                        | سبتمبر                       | أكتوبر                       | نوفمبر                       | ديسمبر                       | المعدل السنوي                |
| ------------------------------------- | ---------------------------- | ---------------------------- | ---------------------------- | ---------------------------- | ---------------------------- | ---------------------------- | ---------------------------- | ---------------------------- | ---------------------------- | ---------------------------- | ---------------------------- | ---------------------------- | ---------------------------- |
| متوسط درجة الحرارة الكبرى °م (°ف)     | 33.5 (92.3)                  | 36.0 (96.8)                  | 38.7 (101.7)                 | 40.7 (105.3)                 | 41.1 (106.0)                 | 38.6 (101.5)                 | 34.7 (94.5)                  | 33.0 (91.4)                  | 34.2 (93.6)                  | 36.9 (98.4)                  | 36.3 (97.3)                  | 33.1 (91.6)                  | 36.4 (97.5)                  |
| متوسط درجة الحرارة الصغرى °م (°ف)     | 15.5 (59.9)                  | 17.3 (63.1)                  | 20.6 (69.1)                  | 24.1 (75.4)                  | 26.2 (79.2)                  | 26.2 (79.2)                  | 24.6 (76.3)                  | 23.7 (74.7)                  | 23.5 (74.3)                  | 22.5 (72.5)                  | 19.0 (66.2)                  | 16.5 (61.7)                  | 21.6 (71.0)                  |
| الهطول مم (إنش)                       | 0 (0)                        | 1 (0.0)                      | 0 (0)                        | 0 (0)                        | 3 (0.1)                      | 48 (1.9)                     | 109 (4.3)                    | 157 (6.2)                    | 109 (4.3)                    | 23 (0.9)                     | 1 (0.0)                      | 1 (0.0)                      | 452 (17.8)                   |
| المصدر: Climate-Data.org,Climate data |                              |                              |                              |                              |                              |                              |                              |                              |                              |                              |                              |                              |                              |

## أعلام
- آدما با